# Polerady u Prahy
Polerady (deutsch Polerad) ist eine Gemeinde in Tschechien. Sie liegt fünf Kilometer nordwestlich von Brandýs nad Labem und gehört zum Okres Praha-východ.

## Geographie
Polerady befindet sich linkselbisch am Poleradský potok auf der Böhmischen Tafel. Östlich verläuft die Eisenbahnstrecke von Čelákovice nach Neratovice. Die einen Kilometer außerhalb des Dorfes gelegene Bahnstation trägt den Namen Polerady nad Labem.
Nachbarorte sind Kostelec nad Labem im Norden, Záryby und Martínov im Nordosten, Spořilov im Osten, Brandýs nad Labem und Popovice im Südosten, Brázdim im Süden, Sluhy im Südwesten, Mratín im Westen sowie Nová Ves im Nordwesten.

## Geschichte

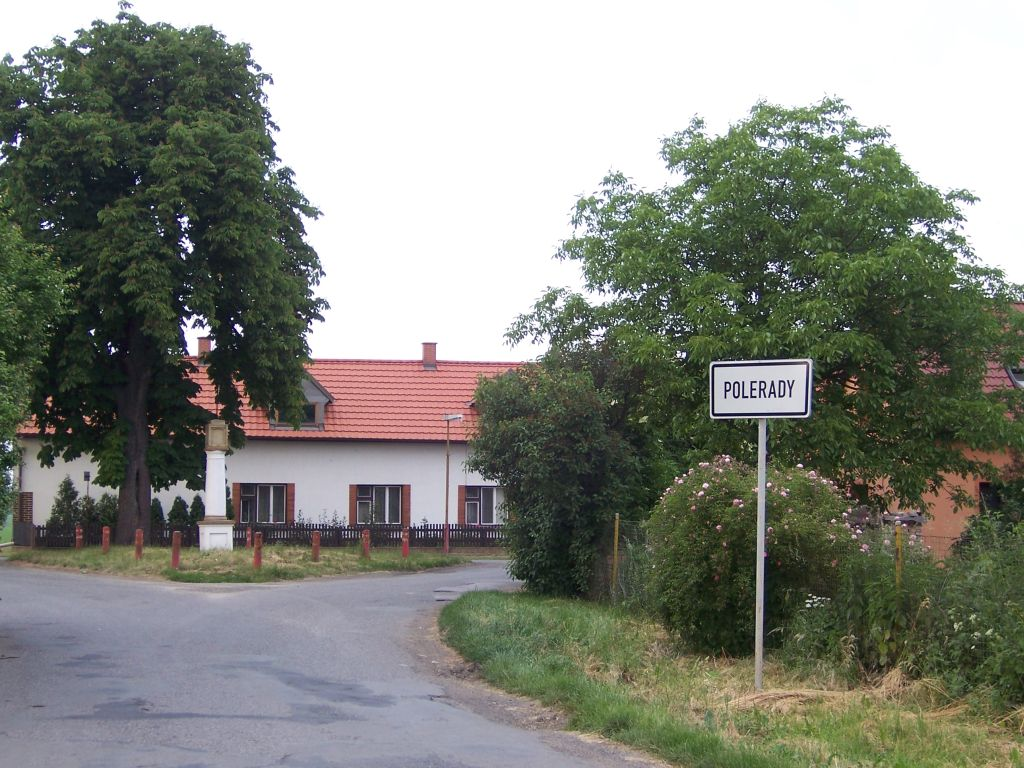
Ortseinfahrt

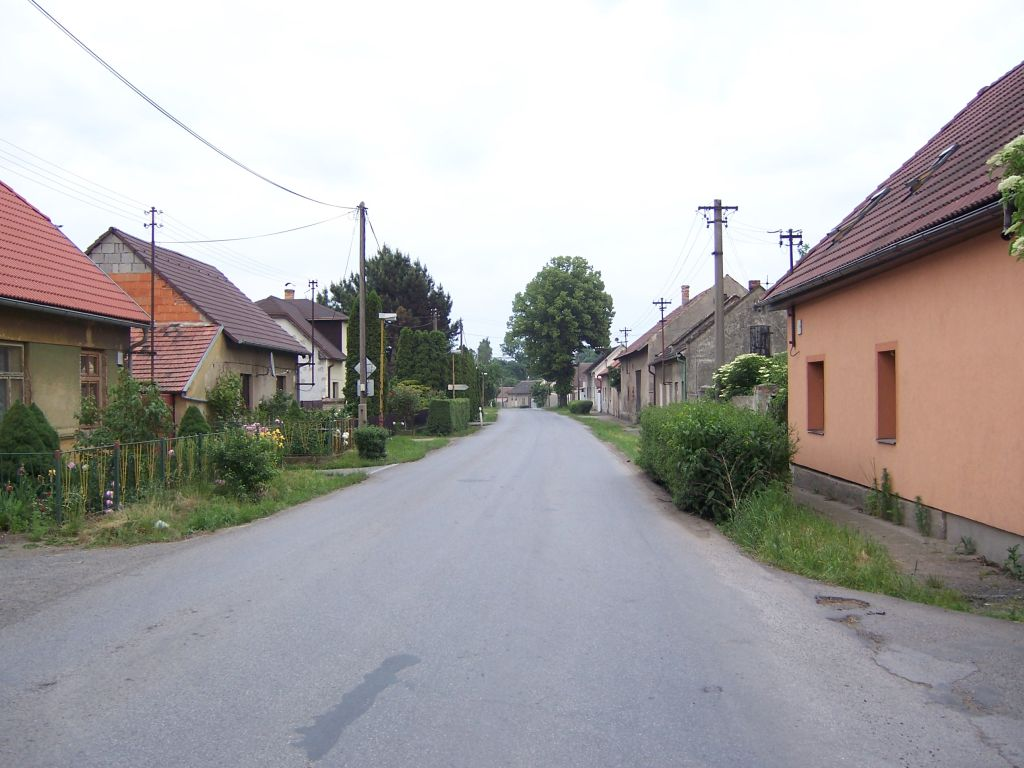
Im Ort

Die erste schriftliche Erwähnung von Polyhrad erfolgte 1290, als Bohuslav von Hora das Dorf dem Dekanatskapitel St. Veit in Prag überließ. Während der Hussitenkriege gelangte der Ort an weltliche Besitzer. 1436 verpfändete Kaiser Sigismund den Freihof der Kanoniker des Kapitels St. Veit an Oldřich von Polirady. 1494 gehörte er Jindřich von Vřesovice, der ihn Jiří von Polerady überschrieb. Zwischen 1507 und 1547 gehörte das Dorf der Stadt Nymburk und wurde dann wegen deren Beteiligung am antihabsburgischen Ständeaufstand konfisziert. Polerady wurde zusammen mit Sudovo Hlavno, Hrádek (Komorní Hrádek) und Přerov nad Labem der Prager Burggrafschaft übereignet und an die Kammerherrschaft Brandýs angeschlossen.
Besitzer des Freihofs war in der zweiten Hälfte des 16. Jahrhunderts Jan Polehradský von Polehrady. Ihm folgte ab 1615 Adam Ginterod von Ginterode und Polehrady.
1788 bestand Polerady aus 25 Wohngebäuden. Nach der Aufhebung der Patrimonialherrschaften entstand 1850 die zum Bezirk Karlín gehörige Gemeinde Polerady. Einen wirtschaftlichen Aufschwung erlebte das Dorf mit der Entstehung der Zuckerindustrie und dem Bau der Eisenbahn von Neratovice über Brandýs nach Čelákovice. Die Gemeinde wurde 1906 in den Bezirk Brandýs nad Labem eingegliedert. Seit 1961 gehört sie zum Okres Praha-východ.

## Gau Polerady
In verschiedenen Quellen wird Polerady als einer der ältesten Orte Böhmens bezeichnet. 1788 veröffentlichte der Topograph Josef Schaller als Fortsetzung von Gelasius Dobners Monumenta historica Bohemiae nusquam antehac einen zweiten Band, in dem er einen angeblich vor der Gründung von Stará Boleslav bestehenden „Gau Polerady“ erwähnte, für den es keinerlei historische Grundlagen gibt. 1906 wurde auf der Karte der Bezirkshauptmannschaft Karolinenthal nordöstlich des Dorfes eine viereckige Wallanlage eingezeichnet, die aber seit dem Eisenbahnbau nicht mehr besteht. Möglicherweise war diese in der Literatur als Viereckschanzen bezeichnet Anlage keltischen Ursprungs, wahrscheinlicher ist aber, dass sie zu den schwedischen Befestigungsanlagen links der Elbe aus dem Dreißigjährigen Krieg gehört hat.

## Gemeindegliederung
Für die Gemeinde Polerady sind keine Ortsteile ausgewiesen.

## Söhne und Töchter der Gemeinde
- František Josef Řezáč (1819–1879), der Pater, Lehrer und Schriftsteller publiziert unter dem Pseudonym Polehradský